# Простак (фільм)
Простак (англ. Lummox) — докодексовий американський звуковий фільм 1930 року режисера Герберта Бренона, знятий за романом 1923 року Фанні Герст.

## В ролях
- Вініфрід Вестовер[en] — Берта Оберг
- Дороті Дженіс — Чіта
- Лідія Єманс Тітус[en] — Енні Веннерберг
- Іда Дарлінг[en] — місіс Фарлі
- Бен Лайон — Ролло Фарлі
- Мирта Боніллас — Вероніка Нідрінгхаус
- Космо Кірл Беллью — Джон Біксбі
- Аніта Беллью — місіс Джон Біксбі
- Роберт Ульман — Пол Біксбі
- Клара Лангснер — Пані Валленстеін (старша)
- Вільям Кольєр-молодший[en] — Воллі Валленстеін
- Една Мерфі[en] — Мей Валленстеін
- Торбен Мейер[en] — Сейлі Віллі
- Фенні Бурк — пані Макмертрі
- Міртл Стедмен[en] — місіс Острич
- Денні О'Ши — Барні
- Вільям Бейквелл[en] — Пол Чарвет
- Сідні Франклін — містер Меєрбоген
- Дікі Мур[en] — Біт
- Біллі Сіей — Піті

## Збереження
Фільм зберігається в Британському інституті кінематографії, а диски зі звуковим супроводом зберігаються в Архіві кіно і телебачення Каліфорнійського університету у Лос-Анджелесі.